# 任店镇 (确山县)
任店镇，是中华人民共和国河南省驻马店市确山县下辖的一个乡镇级行政单位。

## 行政区划
任店镇下辖以下地区：
任店村、巩庄村、蒋庄村、胡寨村、曹庄村、下岗村、王班庄村、吴湾村、黄山坡村、黄店村、吕庄村、小王庄村、前巩庄村、张冲村、赵湾村、大王楼村、木寨村、陈门店村、陈庄村、猴庙村、和尚庄村、薄庄村、鄢庄村、倪庄村、阳春村和薄山水库社区。